# Trinca-ferro
O trinca-ferro, trinca-ferro verdadeiro ou pixarro (Saltator similis) é uma ave passeriforme da família Thraupidae, que ocorre no Brasil e países limítrofes, de coloração geral olivácea, cabeça acinzentada, garganta ocre-clara, peito e abdome cinzento-oliváceo, lavado de ocre no meio.
Sua dieta baseia-se em frutos silvestres e insetos, podendo alimentar-se também de pequenos vertebrados, inclusive atacando ninhos de outras aves para alimentar-se de ovos e filhotes.
É uma ave extremamente territorialista, onde o macho dominante, através de seu canto extremamente alto, tenta manter afastado outros machos que tentam adentrar seu domínio. Na natureza, o Trinca Ferro é encontrado do Maranhão até o Rio Grande do Sul. Devido a sua grande distribuição, o Trinca Ferro acabou se dividindo em cerca de 8 formas de pássaros do gênero “Saltator”, e praticamente todas são iguais.
O macho e a fêmea são idênticos, sendo o canto o fator que os distingue. Em alguns casos a fêmea pode desenvolver uma espécie de canto parecido com o do macho, mas não tão alto, sendo perfeitamente distinguível. Não se sabe ainda o motivo pelo qual algumas fêmeas desenvolvem este canto. Tal fenômeno foi observado em aves mais velhas.
É uma ave altamente valorizada por criadores e é alvo constante de contrabandistas de animais silvestres.
Sua criação em cativeiro exige autorização especial do IBAMA, uma vez que este pássaro faz parte da fauna brasileira. Recomenda-se, para aqueles interessados em criar esta ave, a compra de espécimes provenientes de criadouros certificados e anilhados, a fim de evitar o contrabando de aves.
O trinca-ferro é uma ave que, quando em cativeiro, exige uma alimentação variada e um ambiente limpo e amplo, com exposições diárias ao sol, preferencialmente no período matutino.
Seu período reprodutivo se dá entre agosto e fevereiro, sendo que sua ninhada consiste normalmente em 2 ou 3 filhotes, podendo haver exceções.
A maior dificuldade em conseguir sua reprodução em cativeiro está na alimentação dos filhotes, que consiste basicamente em insetos, sendo que na natureza os pais fornecem uma grande variedade de espécies a fim de conseguir todas as proteínas necessárias para o desenvolvimento necessário dos filhotes.
Seu habitat natural é a orla das matas, dificilmente sendo encontrado em regiões de mata fechada, preferindo viver em pé de serra ou no alto dos morros, capoeira (vegetação). Seu tempo de vida, dura entre 15 e 28 anos.
Mede cerda de 20 cm de comprimento. Pode ser encontrada nos seguintes países: Argentina, Bolívia, Brasil, Paraguai e Uruguai. No Brasil, está presente no Mato Grosso, Goiás e Bahia em direção sul até o Rio Grande do Sul, incluindo toda a Região Sudeste.
Põe ovos lustrosos azul-esverdeados com uma coroa estreita de rabiscos e pontos pretos. O macho trás comida para a fêmea no ninho. 

## Etimologia
Conhecido também como esteves (Bahia), tico-tico-guloso, bico-de-ferro, pixarro e trinca-ferro-de-asa-verde. Em Santa Catarina (região sul) é conhecido também como papa-banana.[carece de fontes?]
O nome trinca-ferro é o selecionado como nome vernáculo técnico para a espécie Saltator similis pelo Comitê Brasileiro de Registros Ornitológicos (CBRO).